# Computador híbrid
Els computadors híbrids són computadors que exhibeixen característiques de computadors analògics i computadors digitals. El component digital normalment serveix com el controlador i proporciona operacions lògiques, mentre que el component analògic serveix normalment per resoldre equacions diferencials.

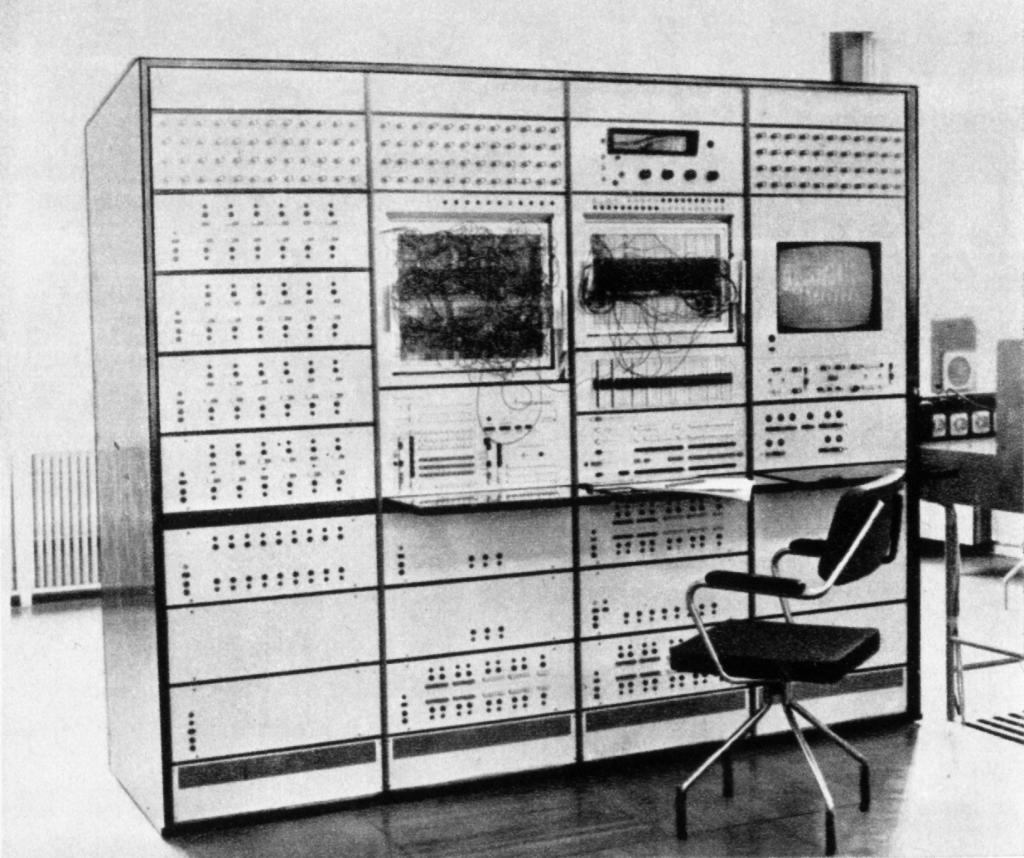
El WAT 1001, ordinador híbrid polanco

En general, els ordinadors analògics són extraordinàriament ràpids, ja que poden solucionar les més complexes equacions a la velocitat en la qual un senyal travessa el circuit, que normalment serà una fracció apreciable de la velocitat de la llum. D'altra banda, la precisió de computadors analògics no és bona; es limiten a tres, o al més, quatre dígits de precisió.
Els ordinadors digitals poden ser construïts per portar la solució d'equacions a una quasi il·limitada precisió, però d'una manera molt lenta comparat als ordinadors analògics. Generalment, les equacions complexes són aproximades utilitzant mètodes numèrics iteratius que prenen grans nombres d'iteracions, depenent de com és de bona la "conjectura inicial" amb respecte al valor final i quina precisió es desitja. Aquesta conjectura inicial és coneguda com la llavor numèrica per al procés iteratiu. Per a moltes operacions en temps real, la velocitat d'aquests càlculs  digitals  és massa lenta per ser aprofitable (P.E., per radars de phased array de molt alta freqüència o per a càlculs del temps), però, la precisió d'un ordinador analògic és escassa.
Els ordinadors híbrids es poden utilitzar per obtenir un valor de 'llavor' molt bo però relativament imprecís, utilitzant un ordinador analògic com frontal (front-end), que llavors és alimentat en un procés iteratiu de l'ordinador digital per aconseguir el grau desitjat final de precisió. Amb una llavor altament exacta de tres o quatre dígits, es redueix dramàticament el temps total de còmput digital necessari per arribar a la precisió desitjada, ja que calen moltes menys iteracions.
Penseu que el sistema nerviós en animals és una forma d'ordinador híbrid. Els senyals passen a través de les sinapsi des d'una cèl·lula nerviosa a la següent com a paquets (digitals) discrets de productes químics, que llavors són sumats dins de la cèl·lula nerviosa en una manera analògica construint un potencial electroquímic fins que el seu llindar és assolit, amb la qual cosa descàrrega i envia una sèrie de paquets digitals a la següent cèl·lula nerviosa. Els avantatges són com a mínim triples: el soroll dins del sistema és reduït al mínim (i tendeix a ser no additiu), no cal un sistema comú de terra, i hi ha mínima degradació del senyal fins i tot si hi ha diferències substancials en l'activitat de les cèl·lules al llarg d'una trajectòria (només tendeixen a variar els retards del senyal). Les cèl·lules nervioses individuals són anàlogues als ordinadors analògics; les sinapsis són anàlogues als computadors digitals.
Observeu que els ordinadors híbrids han de ser distingits dels sistemes híbrids. Aquest darrer pot ser no més que un ordinador digital equipat amb un convertidor analògic-digital a l'entrada i/o un convertidor digital-analògic a la sortida, amb el propòsit de convertir els senyals analògics per al processament digital ordinari i viceversa, per exemple, per
PMID: 865.418